# Arrigo da Bolzano
Arrigo o Enrico da Bolzano (Bolzano, 1250 circa – Treviso, 10 giugno 1315) è un beato tirolese e patrono della città di Bolzano.

## Biografia
Della vita di Arrigo - chiamato in tedesco Heinrich von Bozen - si sa poco: pochi ricordi scritti e leggende orali.
C'è chi sostiene che non si sappia con certezza in quale delle città di nome Bolzano sia nato, ma è molto probabile che fosse effettivamente originario di Bolzano in Alto Adige visto che il Boccaccio dice che era tedesco - e non ci sono altre Bolzano tedesche in Italia (vedi sotto). Secondo alcuni il maso di Bolzano chiamato Heinrichshof potrebbe essere forse appartenuto in realtà al primo marito di Margherita di Tirolo-Gorizia, Giovanni Enrico di Lussemburgo (Johann-Heinrich von Böhmen); d'altra parte l'Arrigo di cui parla il certaldese era proprio conosciuto come Arrigo o Enrico da Bolzano (ce lo dicono i più antichi commenti) e il letterato toscano, solitamente bene informato, lo definisce senza esitazioni "un tedesco", come si trattasse di cosa da tutti risaputa, il che non consente molto margine di discussione.
Operaio analfabeta, lavorò nel suo luogo di origine e, di ritorno da un pellegrinaggio a Roma con la moglie e il figlio Lorenzo, si stabilì vicino a Treviso.
Aveva preso dimora a Biancade, nei pressi della strada detta allora Lagozzo (vecchia sede della via Claudia Augusta), dove per vent'anni fece il boscaiolo e l'uomo di fatica. Ormai vecchio, mortagli la moglie, si recò nella vicina città, dove visse abitando in una catapecchia situata presso l'attuale chiesa a lui dedicata, in via Antonio Canova, messagli a disposizione dal notaio da Castagnole, e mendicando non per sé ma per i poveri della città: in particolare si impegnava con coraggio e costanza a strappare ai nobili e ai ricchi commercianti consistenti contributi per i più sfortunati. Il vescovo stesso e il signore della città (un da Camino) non gli ricusavano il loro aiuto. A Treviso, come già nella sua Bolzano, fu assiduo alla santa Messa e alla Comunione; pare che visitasse ogni giorno tutte le chiese della città, dormisse su un miserrimo giaciglio, portasse un ruvido saio, fosse dedito a estenuanti veglie di preghiera.

## Culto
La tradizione attribuisce ad Arrigo (“o vero o non vero che si fosse”, come dice il Boccaccio) l'intercessione per numerosi miracoli già da vivo, ma soprattutto dopo morto, e del risuonare misterioso di campane alla sua morte parla anche Gabriele D'Annunzio. Arrigo divenne presto popolare in tutta l'Italia del Nord, dove gli vennero dedicati altari ed affreschi in molte chiese (per esempio Santa Toscana a Verona). A Treviso confluivano annualmente migliaia di pellegrini a lui devoti perché lo riconoscevano vicino ai poveri, ai mendicanti, agli emarginati.
Si propose al Papa anche la sua canonizzazione, che fu rifiutata, pare, per mancanza di sufficienti offerte in denaro. 
Nel 1759, due costole di Arrigo furono solennemente traslate dal Duomo di Treviso a Bolzano con grande partecipazione di fedeli (130 cavalieri, cinque carri bardati a trionfo, rappresentanti delle corporazioni e del clero) e collocate nella ora scomparsa cappella di Loreto del Duomo, nel presbiterio del quale, peraltro, sono tuttora venerate.
Nel 1750 il culto del beato - considerato protettore dei boscaioli - fu approvato da Benedetto XIV per la diocesi di Treviso, e da Pio VII, agli inizi dell'Ottocento, per quella di Trento, da cui dipendeva Bolzano.

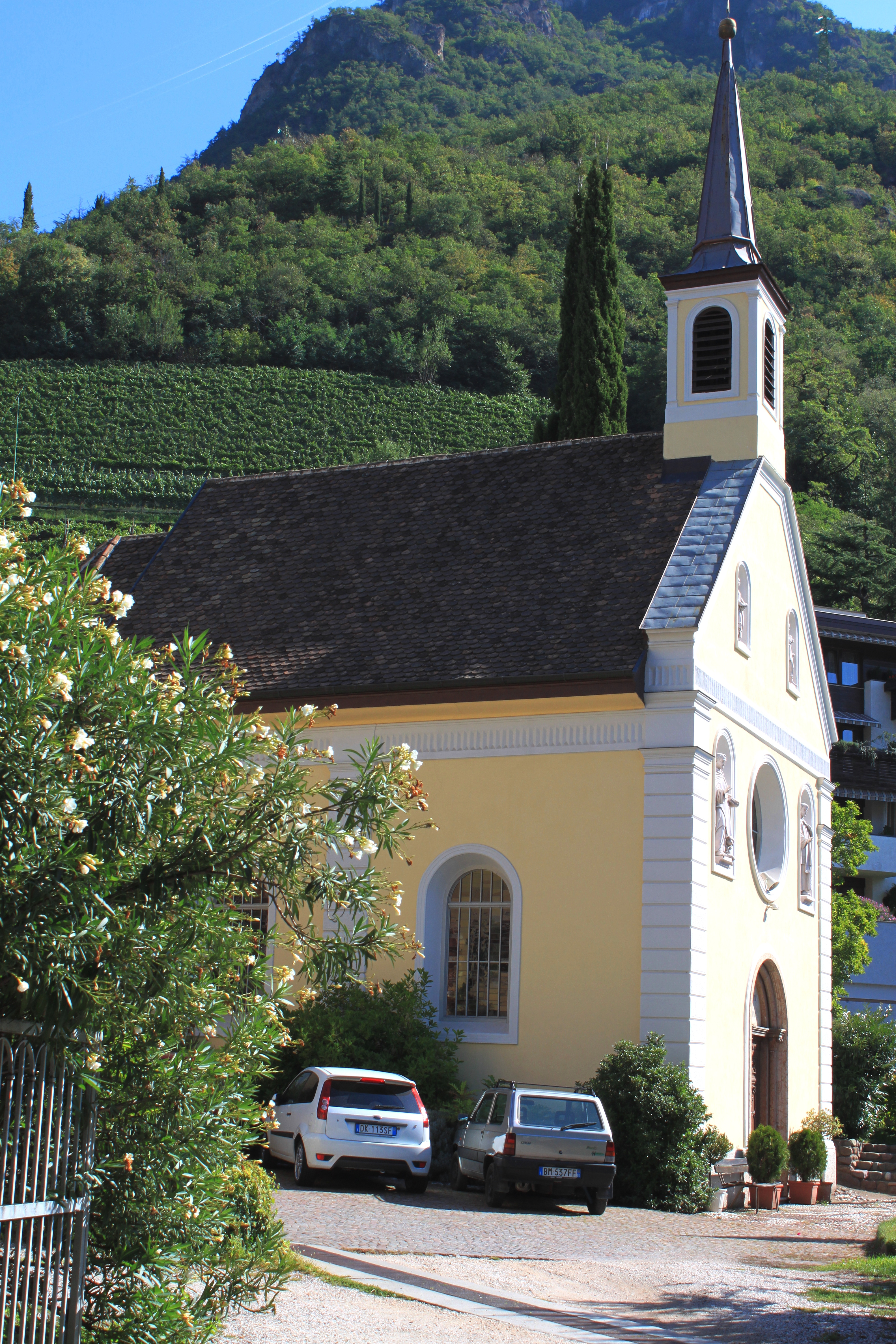
La chiesetta dedicata al beato Arrigo presso l'Heinrichshof di Bolzano

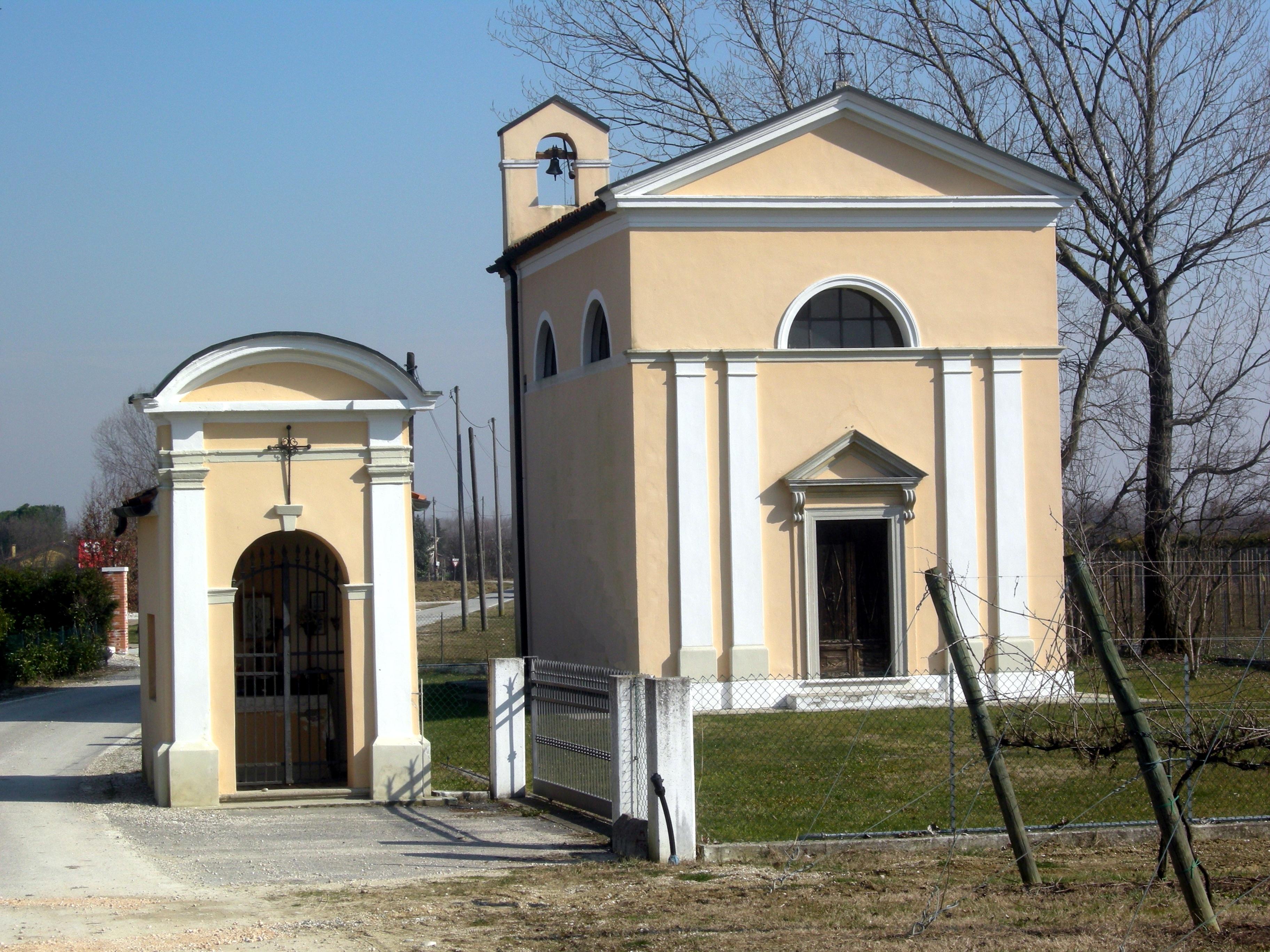
Oratorio del Beato Arrigo, Biancade

Nel 1859 accanto al maso bolzanino chiamato Heinrichshof ("maso di Arrigo"), nei pressi del quale si ritiene che il beato sia nato, fu costruita in sua memoria una chiesetta in stile neoromanico, tuttora visibile e, a richiesta, visitabile, sulla destra della strada che porta il suo nome e va verso i quartieri Sant'Antonio e San Pietro. Nel duomo di Bolzano si conserva anche il reliquiario di Arrigo portato a Bolzano nello stesso periodo. 
Un tempietto in stile neoclassico a lui dedicato nel 1830 sorge a Treviso, poco lontano dalla casa in cui morì.
Un oratorio a lui dedicato sorge anche a Biancade nel luogo dove secondo la tradizione il beato costruì la propria capanna.
Porta il suo nome e ripercorre la sua memoria il Cammino del Beato Enrico da Bolzano, ininerario di pellegrinaggio tra Bolzano e Treviso, attraverso la Val d'Adige e la Valsugana.

## La Novella del Decameron
Di lui, come detto, si hanno riferimenti già nel Decameron. Così Boccaccio (II giornata, novella I): 
A Treviso arrivano poi tre fiorentini di nome Stecchi, Martellino e Marchese, sorta di giullari, i quali, desiderosi di vedere e toccare il “corpo santo” e impeditine dalla gran folla, formata in buona parte da tirolesi tedeschi, escogitano un diabolico trucco che permetta loro di essere portati direttamente in duomo. Seguono complicazioni, disavventure, accuse, processi con tanto di tortura, dai quali i tre riescono a salvarsi grazie alla loro provvidenziale e tipicamente boccaccesca prontezza di parola e di spirito e alla generosità di un signore pronto a sorridere delle loro sventure e della loro vivacità intellettuale.

## Filmografia
- Beato Arrigo da Bolzano. Il patrono dimenticato, film documentario di Carlo Magaletti, Frabiatofilm, 2017, con interviste ad abitanti di Bolzano, Mario Gretter, Hannes Obermair, Georg Oberrauch, Walter Landi, Paolo Spolaore, Ivano Sartor, Bernhard Holzer, Ivo Muser, et al.[3]